# Niphetogryllacris genufusca
Niphetogryllacris genufusca är en insektsart som först beskrevs av Karsch 1891.  Niphetogryllacris genufusca ingår i släktet Niphetogryllacris och familjen Gryllacrididae. Inga underarter finns listade i Catalogue of Life.